# Sagui-de-santarém
O sagui-de-santarém (Mico humeralifer) é uma espécie de primata do Novo Mundo endêmico da Amazônia brasileira que habita as florestas entre os rios Tapajós e o Madeira.